# Van de Vennepark

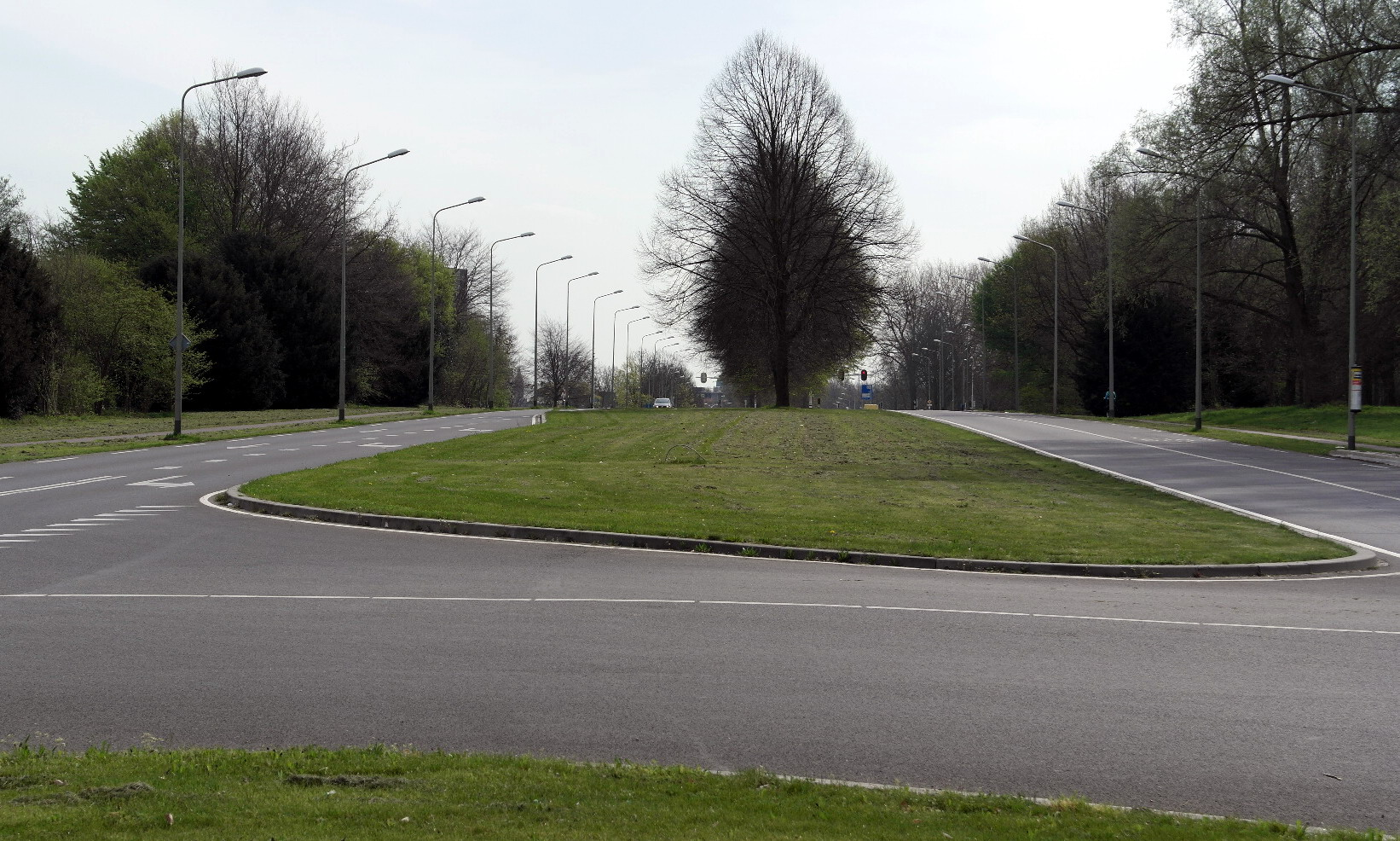
Parkway Via Regia

Het Van de Vennepark is een stadspark en sportpark in het westen van Maastricht. Het park is genoemd naar de Maastrichtse socioloog en directeur openbare werken J.J.J. van de Venne (1914-1977).

## Ligging
Het Van de Vennepark is gelegen in een groene omgeving aan de rand van Maastricht. Het park ligt aan weerszijden van de Via Regia ("Koninklijke Weg") in Maastricht-West. De Via Regia, voorheen Bilserbaan, is de belangrijkste uitvalsweg richting België, onder andere naar Hasselt. De weg, die is aangelegd als een groene parkway met een brede middenstrook en verspreide boomgroepen, verdeelt het Van de Vennepark in een noordelijk en zuidelijk parkdeel. Het noordwestelijk kwadrant ligt in de wijk Malberg, het noordoostelijk deel in Malpertuis en het zuidoostelijk deel ten zuiden van de Via Regia in Pottenberg. Het zuidwestelijk kwadrant ligt in de wijk Dousberg-Hazendans, echter dit groengebied behoort niet tot het Van de Vennepark, maar tot het recreatiegebied Dousberg.

## Geschiedenis
Tot circa 2000 was het Van de Vennepark voornamelijk een brede groenstrook, die een aantal naoorlogse wijken in Maastricht-West van elkaar scheidde. In het kader van de buurtaanpak in Maastricht-West (onder andere het plan 'Manjefiek Malberg') zijn delen van het groengebied nieuw ingericht en met elkaar verbonden.
Het Sportpark West bestond al sinds eind jaren 1960. In recente jaren heeft de gemeente de sportaccommodaties gediversifieerd en efficiënter in het gebied ingepast. Een deel van het sportpark is opgeofferd aan woningbouw (het Sportkwartier in Malberg).

## Beschrijving park

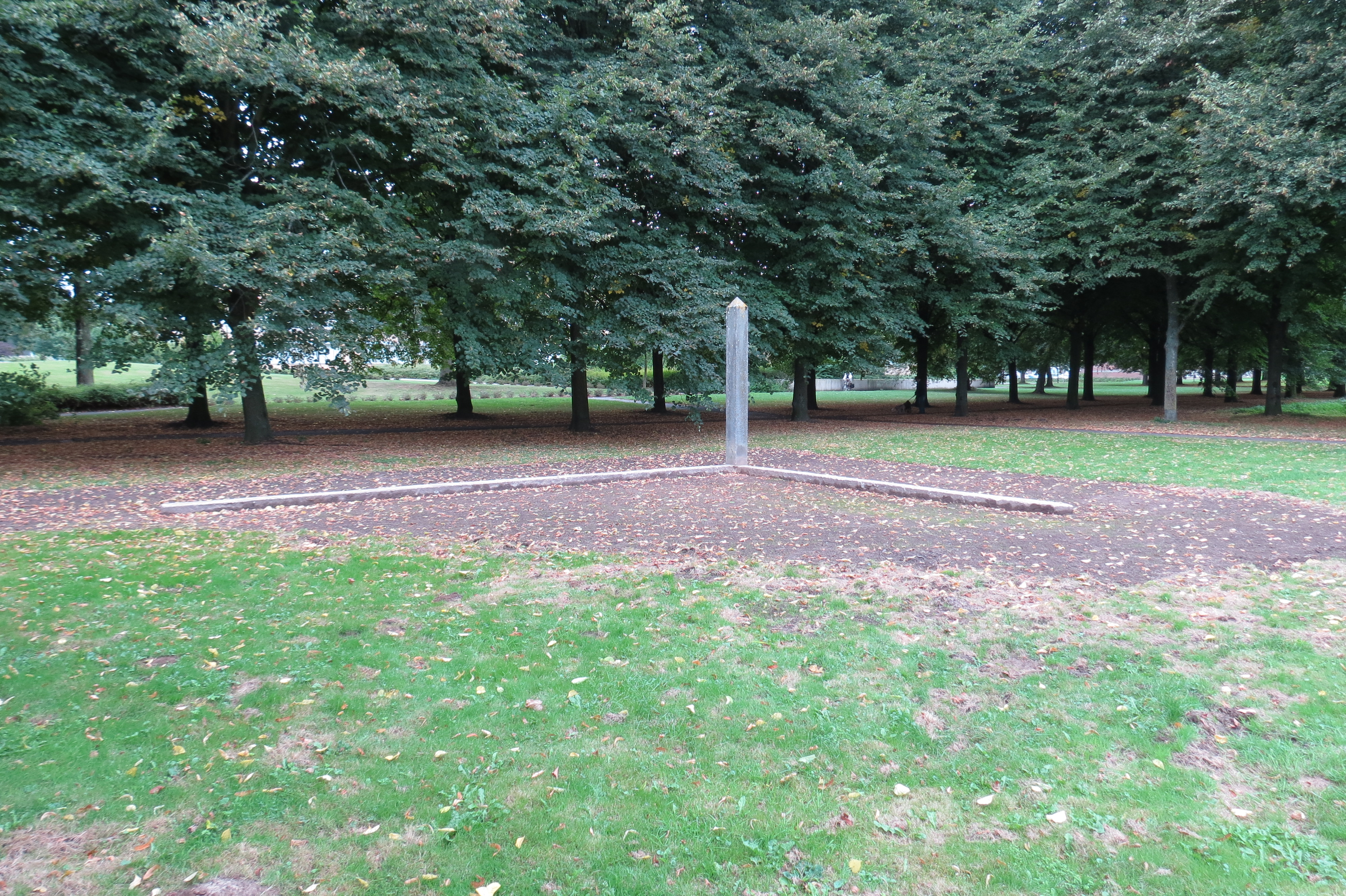
Moderne ruïne, Van de Vennepark-Zuid

### Van de Vennepark-Zuid
Het ten zuiden van de Via Regia in de wijk Pottenberg gelegen parkdeel heet officieel Van de Vennepark-Zuid. In 2014 werd dit deel van het park opgeknapt, waarbij nieuwe zitbanken werden geplaatst en onder andere achterstallig snoeiwerk en opschonen van paden plaatsvond. Het amfitheater werd hersteld met keien, die bij de aanleg van de Koning Willem-Alexandertunnel waren aangetroffen.
In het gras naast de rotonde bij de Via Regia en de Porceleinstraat staat het betonnen kunstwerk Moderne ruïne van Lex Wechgelaar uit 1971, bestaande uit een vertikale balk, aan weerszijden geflankeerd door horizontale balken, geplaatst in een hoek van 90 graden. Het kunstwerk stelt de overblijfselen van een moderne woningwetwoning voor met de standaardmaatvoering 7 × 10 × 3 meter. Moderne ruïne is een geschenk van de vlakbijgelegen belastingdienst, die het in maart 1971 liet plaatsen in het kader van de door Wim Beeren gecureerde nationale kunstmanifestatie Sonsbeek Buiten de Perken.

### Van de Vennepark-Noord
Het ten noorden van de Via Regia in de wijken Malberg en Malpertuis gelegen parkdeel heet officieel Van de Vennepark-Noord. Het noordwestelijk deel is bij de herinrichting van Sportpark West en de bouw van het Sportkwartier in Malberg vernieuwd. In 2013 is het rosarium en de pergola in het noordoostelijk parkdeel hersteld.

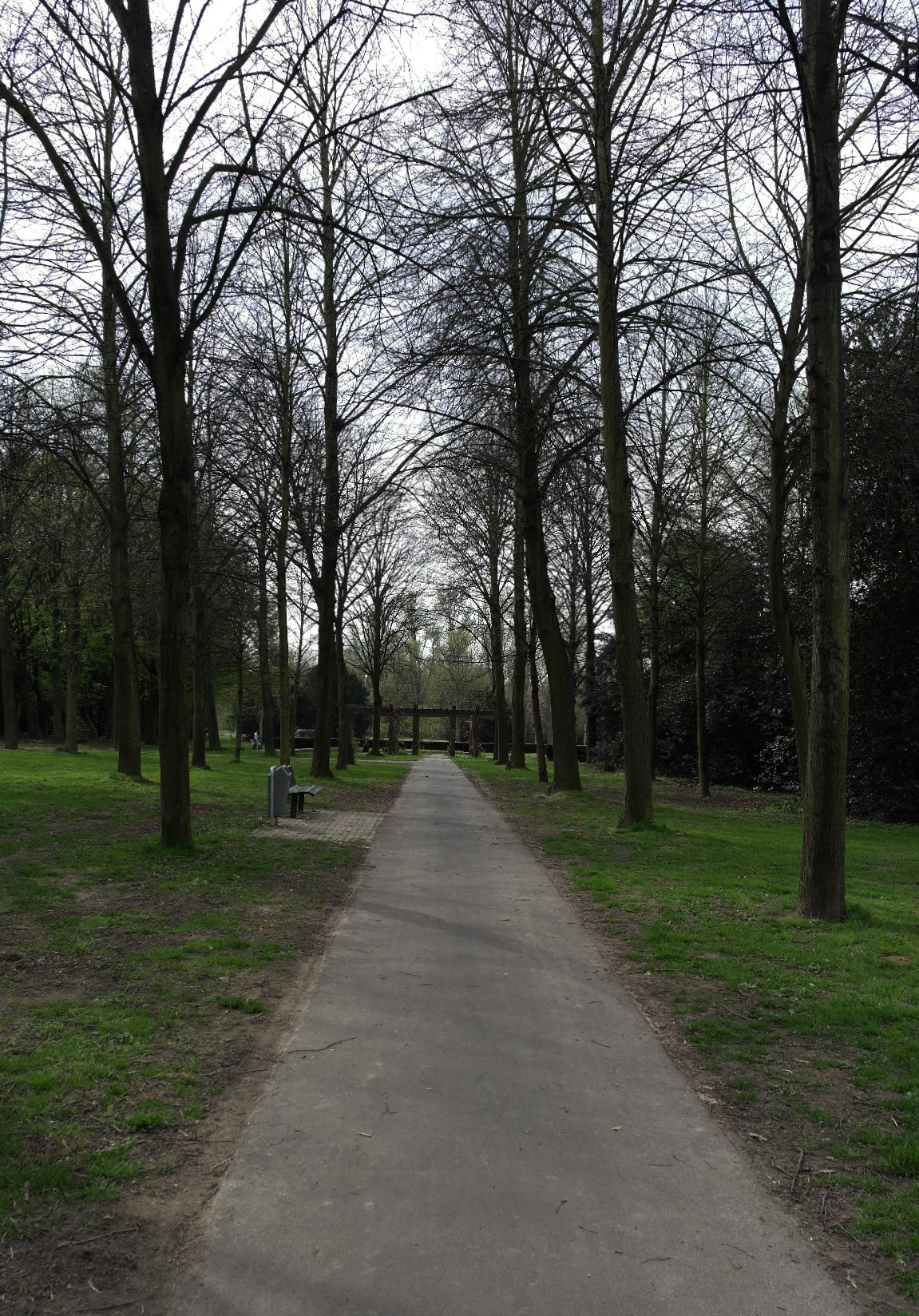
Van de Vennepark-Noord bij Malberg
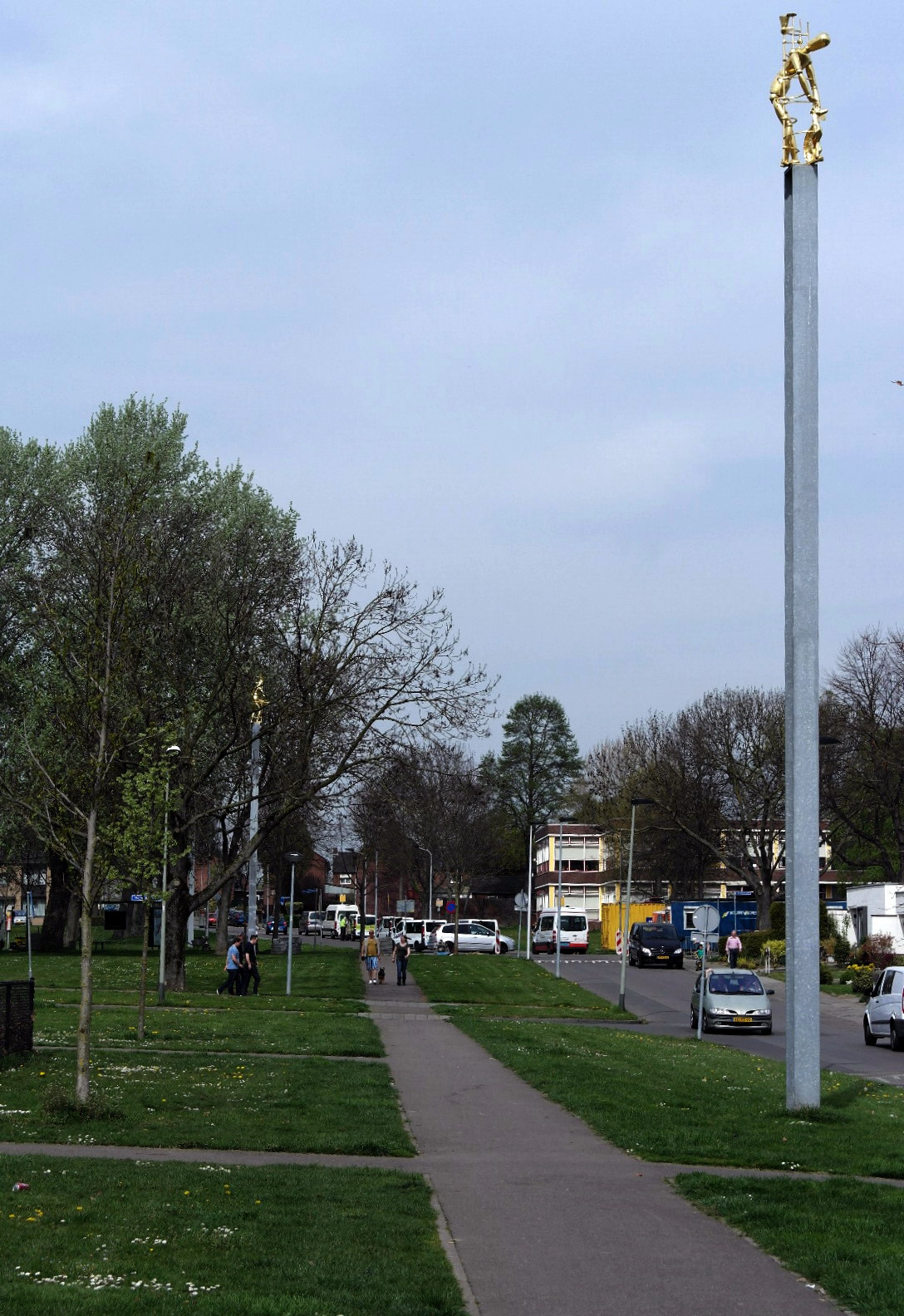
Kunstwerk bij Sportpark West in Malberg
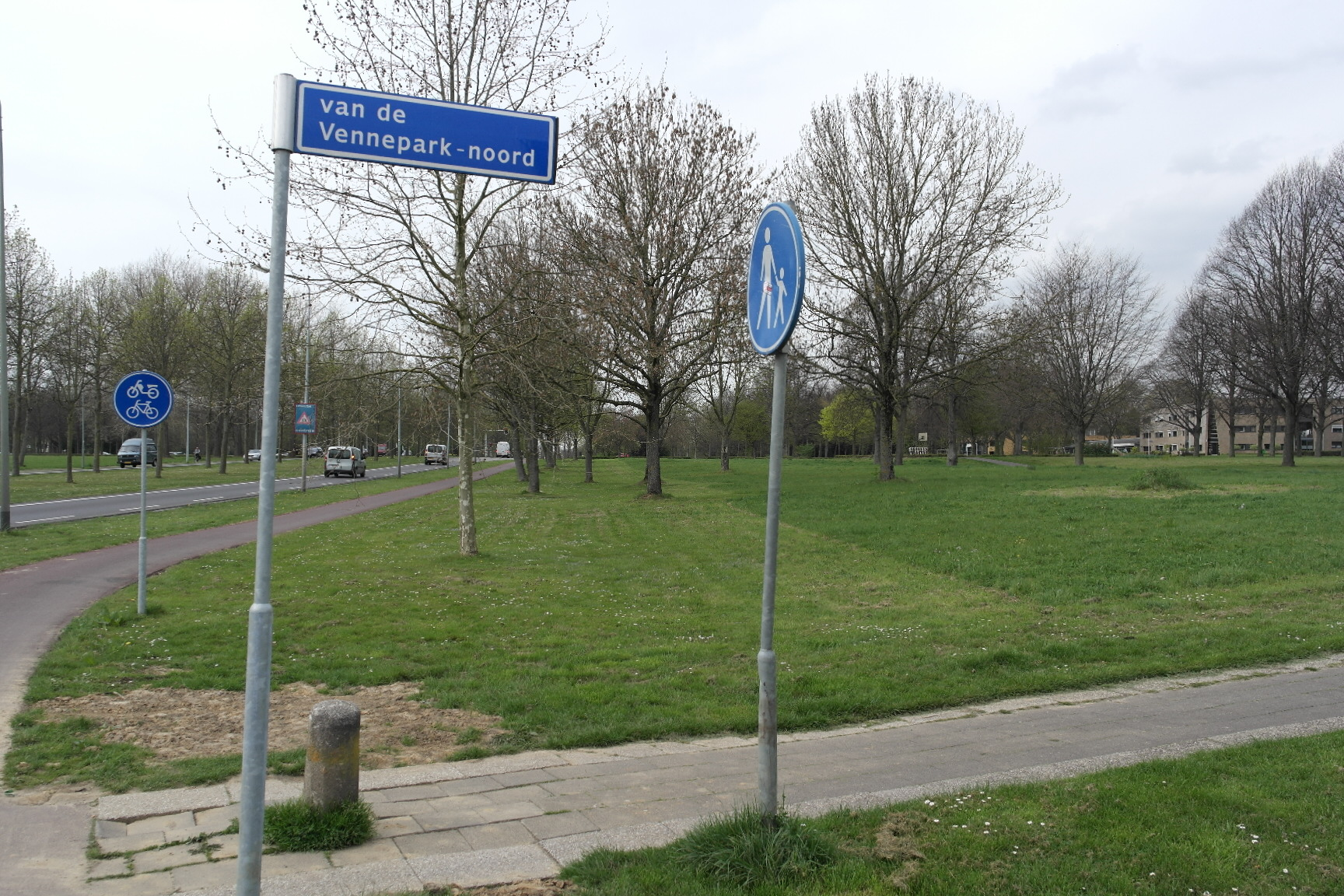
Van de Vennepark-Noord bij Malpertuis
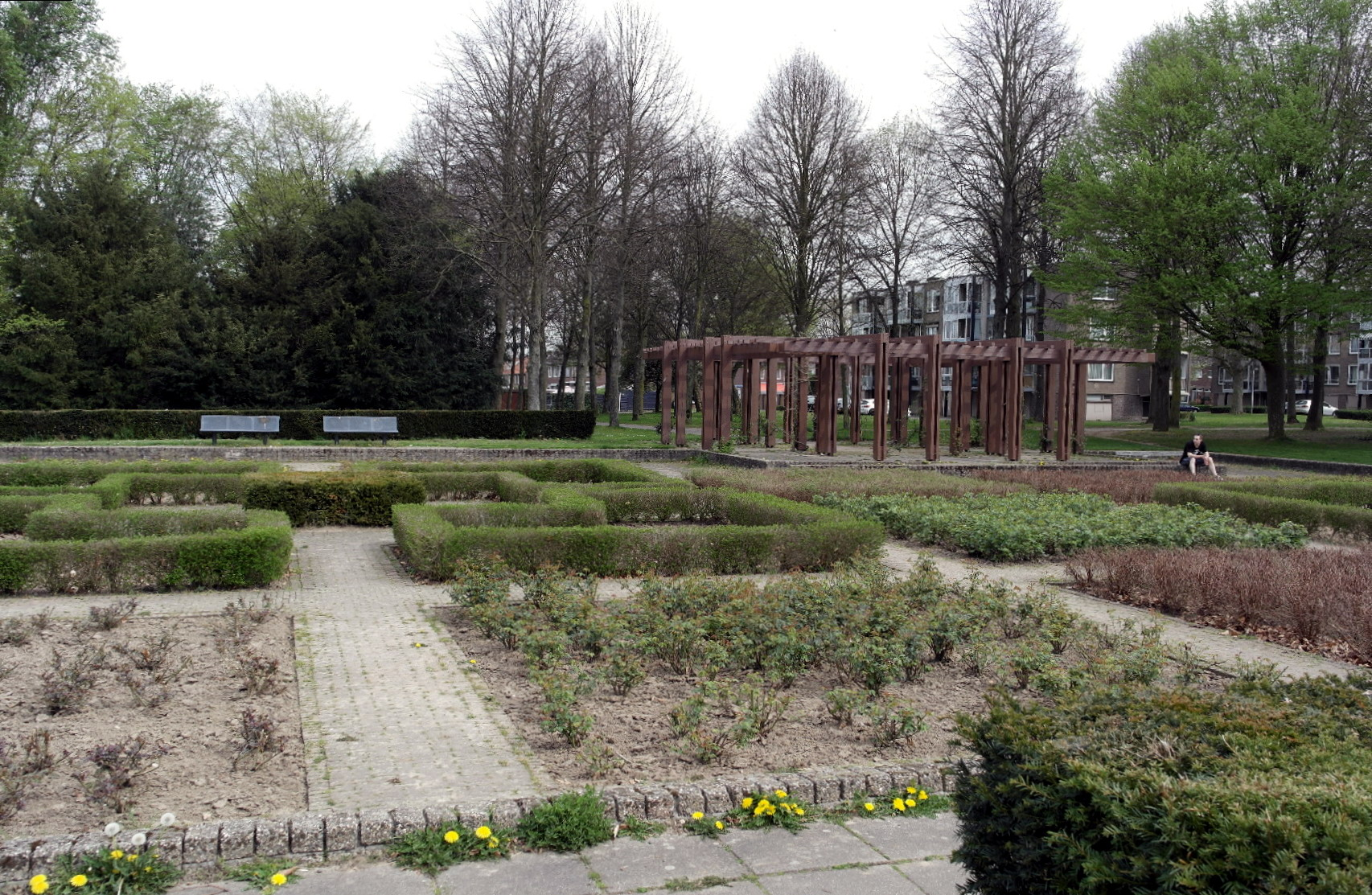
Rosarium met pergola in Malpertuis

### Sportpark West
Het opgewaardeerde Sportpark West bij Malberg is onderdeel van het Van de Vennepark-Noord. Er is onder andere een verlicht multifunctioneel kunstgrasveld, een verlicht kunstgrasvoetbalveld, vier natuurgrasvoetbalvelden, een honk- en softbalveld, twaalf verlichte jeu de boulesbanen en een verlichte tartanpiste van 600 meter. Sportpark West is de thuishaven van zes Maastrichtse sportverenigingen: RKVVL/Polaris (voetbal), Maastricht Wildcats (American football), Maastricht Gaels (Gaelic football), MMRC (rugby), HSCM (honk- en softbal) en Maastricht Lacrosse (lacrosse).

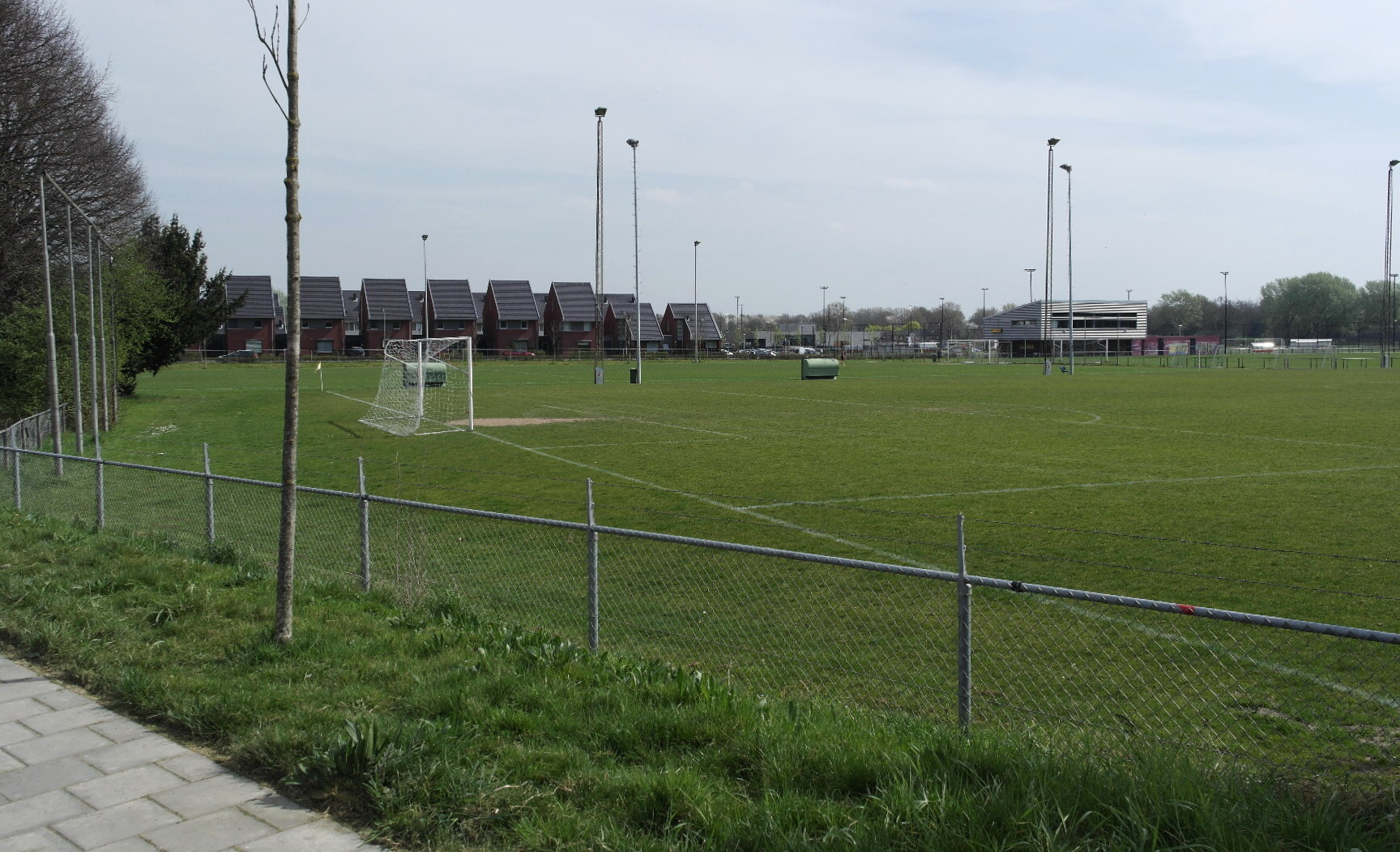
Voetbalveld
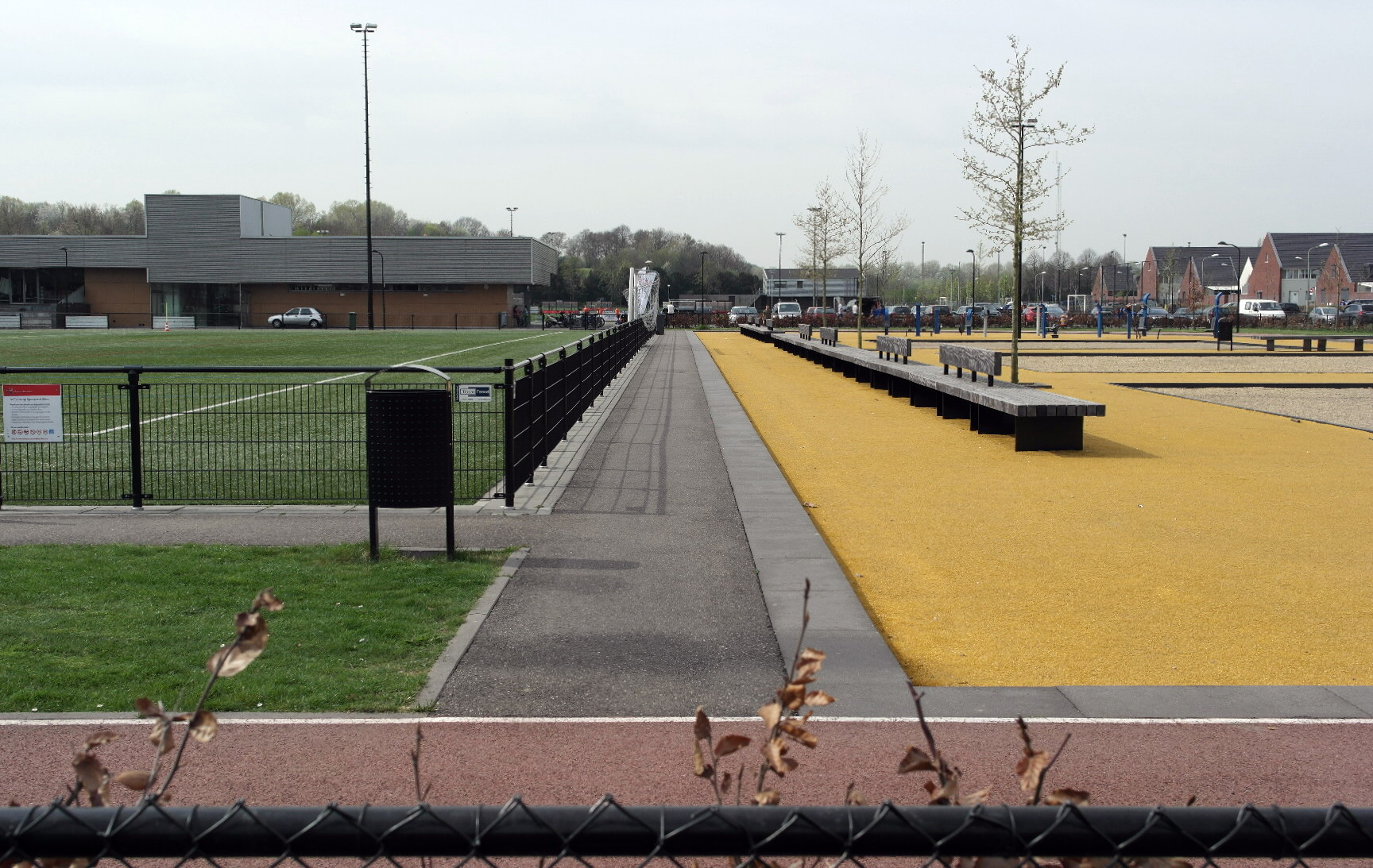
Diverse sportvelden
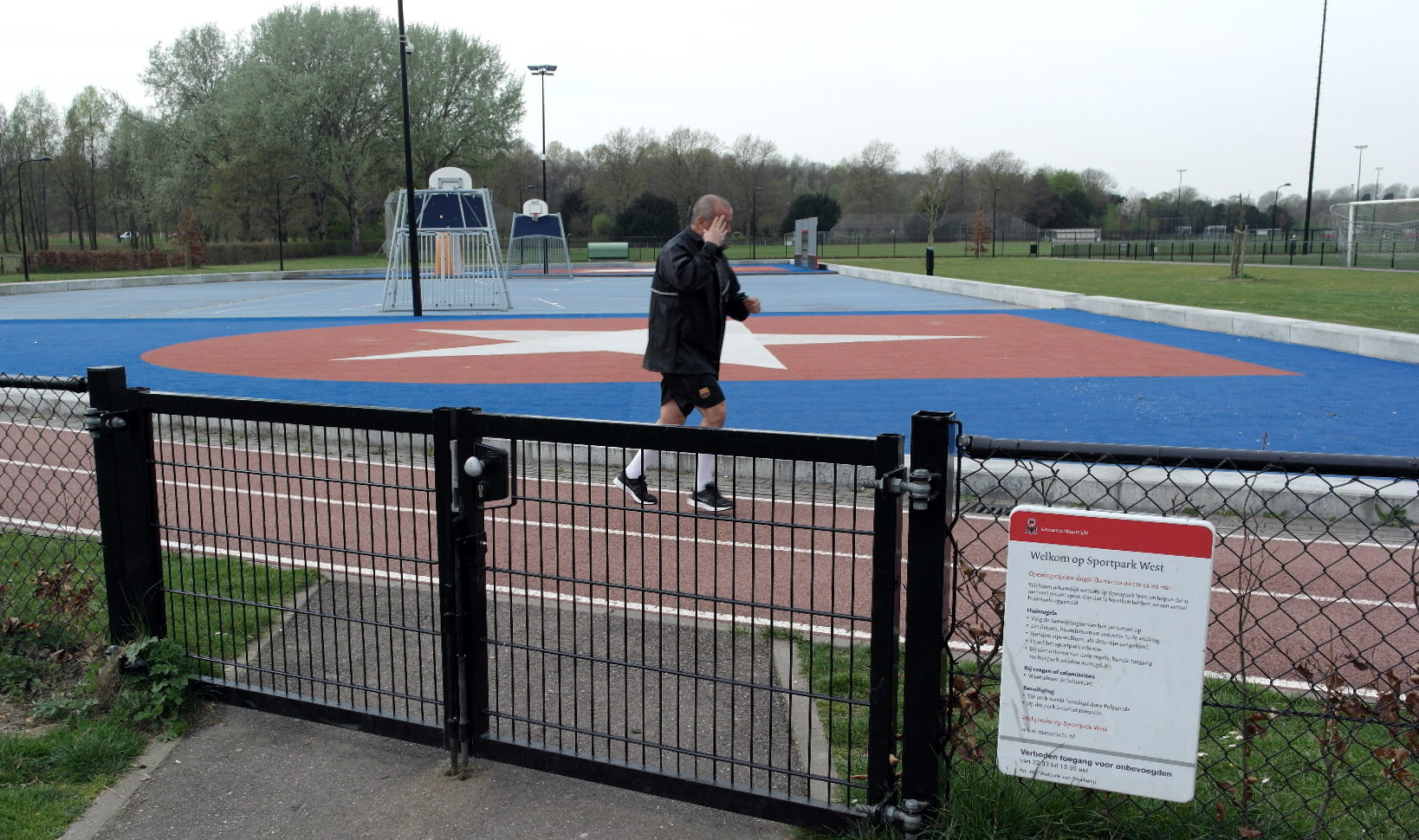
Tartanpiste
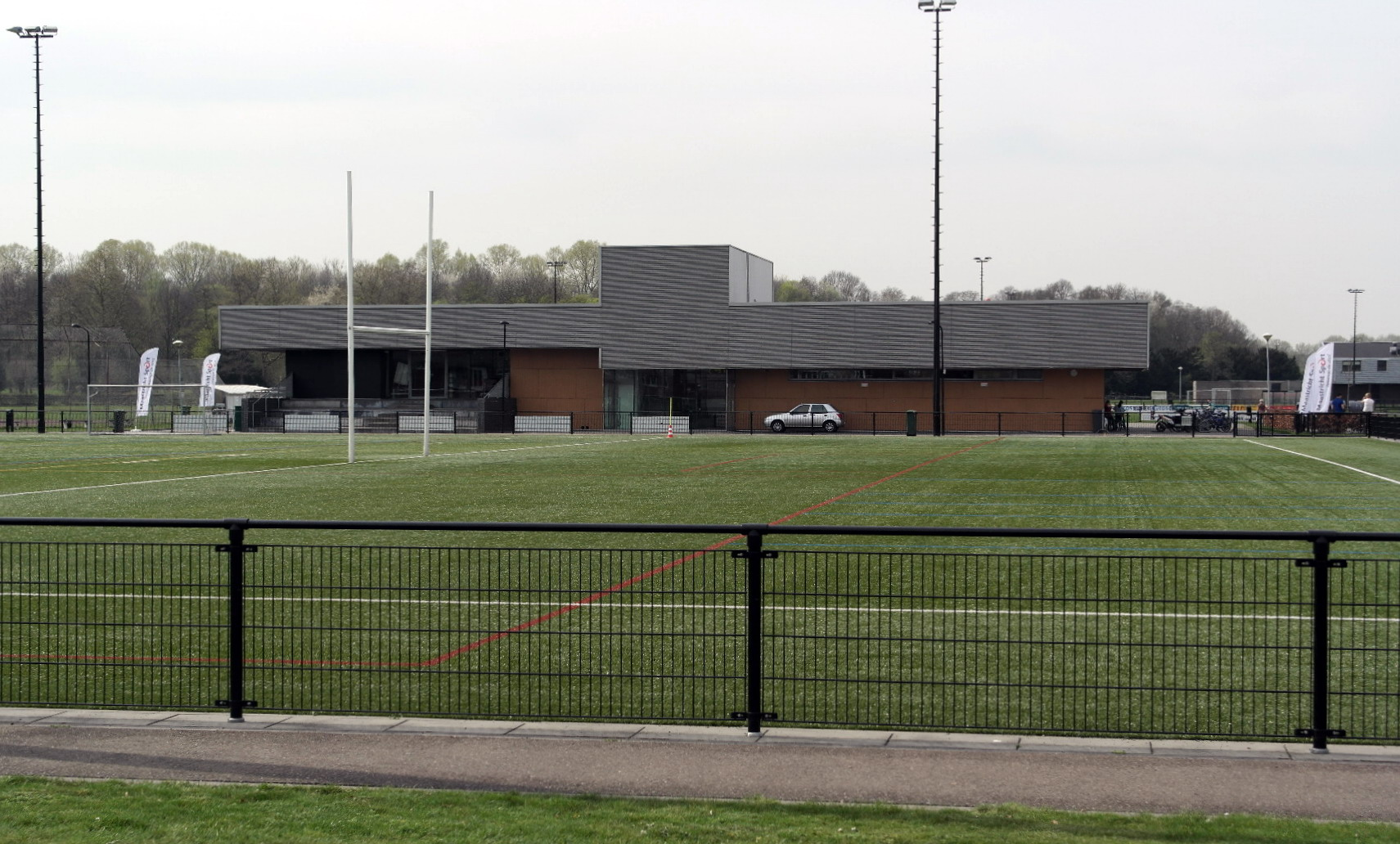
Sportaccommodatie